# Ene Ergma
Ene Ergma (n. 29 februarie 1944, Rakvere, Reichskomisariatul Ostland, Estonia) este o politiciană estonă, membră a Riigikogu (Parlamentul Estoniei) și om de știință. A fost membru al partidului politic Uniunea Pro Patria și Res Publica (Isamaa) și, înainte de contopirea celor două partide, membru al Partidului Res Publica. La 1 iunie 2016, Ergma și-a anunțat demisia din partid, deoarece partidul și-a pierdut identitatea politică și s-a transformat într-unul populist.

## Educație și carieră științifică
Ergma a primit Diploma cum laude  în astronomie și doctoratul în fizică și matematică de la Universitatea de Stat Lomonosov din Moscova și o diplomă de doctorat de la Institutul de Cercetări Spațiale din Moscova. Înainte de a intra în politică, a lucrat ca profesor de astronomie la Universitatea din Tartu, Estonia (din 1988). În 1994, a fost aleasă la Academia Estoniană de Științe. Cea mai mare parte a cercetărilor sale științifice a fost făcută asupra evoluției obiectelor compacte (cum ar fi piticele albe și stelele neutronice) și, de asemenea, exploziile de raze gamma . 

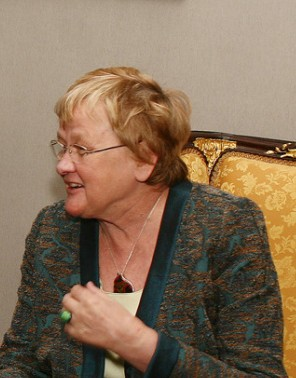
Ene Ergma

## Cariera politică
Din martie 2003 și până în martie 2006, Ergma a fost președintele Riigikogu. Din martie 2006 până în aprilie 2007, ea a fost vicepreședintele Riigikogu. La 2 aprilie 2007 a fost realesă în funcția de președinte al Riigikogu și a păstrat postul până în martie 2014.
Ergma a fost singurul candidat în primul tur al alegerilor prezidențiale din 2006 din Riigikogu, pe 28 august 2006. Ea a adunat 65 de voturi, cu 3 voturi mai puțin decât necesarul de cel puțin 2/3 din voturile Riigikogu pentru a fi numită președintele Estoniei.  
De asemenea, a candidat împotriva lui Volli Kalm și Birute Klaas pentru președinția Universității din Tartu, dar nu a fost aleasă. 
Este președintele Comitetului de cercetare spațială din Riigikogu.